# Christopher Bonsu Baah
Christopher Bonsu Baah (Ghána, 2004. december 14. –) ghánai labdarúgó, a belga Genk csatárja.

## Pályafutása
Baah Ghánában született. Az ifjúsági pályafutását az Accra Shooting Stars akadémiájánál kezdte.
2023-ban mutatkozottt be a Sarpsborg 08 első osztályban szereplő felnőtt keretében. Először a 2023. április 10-ei, Bodø/Glimt ellen 2–0-ra elvesztett mérkőzésen lépett pályára. Első gólját 2023. május 29-én, az Aalesund ellen hazai pályán 3–1-es győzelemmel zárult találkozón szerezte meg. 2023. július 6-án ötéves szerződést kötött a belga első osztályban érdekelt Genk együttesével.

## Statisztikák
2023. július 2. szerint
| Klub         | Szezon   | Osztály     | Bajnokság | Bajnokság | Kupa  | Kupa | Nemzetközi | Nemzetközi | Összesen | Összesen |
| Klub         | Szezon   | Osztály     | Meccs     | Gól       | Meccs | Gól  | Meccs      | Gól        | Meccs    | Gól      |
| ------------ | -------- | ----------- | --------- | --------- | ----- | ---- | ---------- | ---------- | -------- | -------- |
| Sarpsborg 08 | 2023     | Eliteserien | 12        | 1         | 2     | 0    | —          | —          | 14       | 1        |
| Összesen     | Összesen | Összesen    | 12        | 1         | 2     | 0    | 0          | 0          | 14       | 1        |